# 282 a.C.
Il 282 a.C. (CCLXXXII a.C. in numeri romani) è un anno  del III secolo a.C.

## Eventi
Mediterraneo orientale:
- 7 gennaio: Tolomeo II viene incoronato faraone.
- La costruzione del Colosso di Rodi è completata dopo 12 anni di lavoro.
- Filetero, abbandonando Lisimaco, cede Pergamo a Seleuco I Nicatore

Italia:
- Battaglia di Populonia: Roma abbatte la resistenza etrusca e ottiene il dominio dell'intera Italia centrale.
- La flotta romana che trasporta rifornimenti per la guarnigione presente a Thurii, viene sconfitta dalla flotta di Taranto.

## Morti
- Publio Cornelio Dolabella, politico romano
- Tolomeo I, sovrano, militare e scrittore macedone antico